# Акіміски
Акіміски (англ. Akimiski Island) — острів Канадського Арктичного архіпелагу, розташований у затоці Джеймса (Гудзонова затока, Північний Льодовитий океан), на території Нунавут, у Канаді (Північна Америка).

## Географія

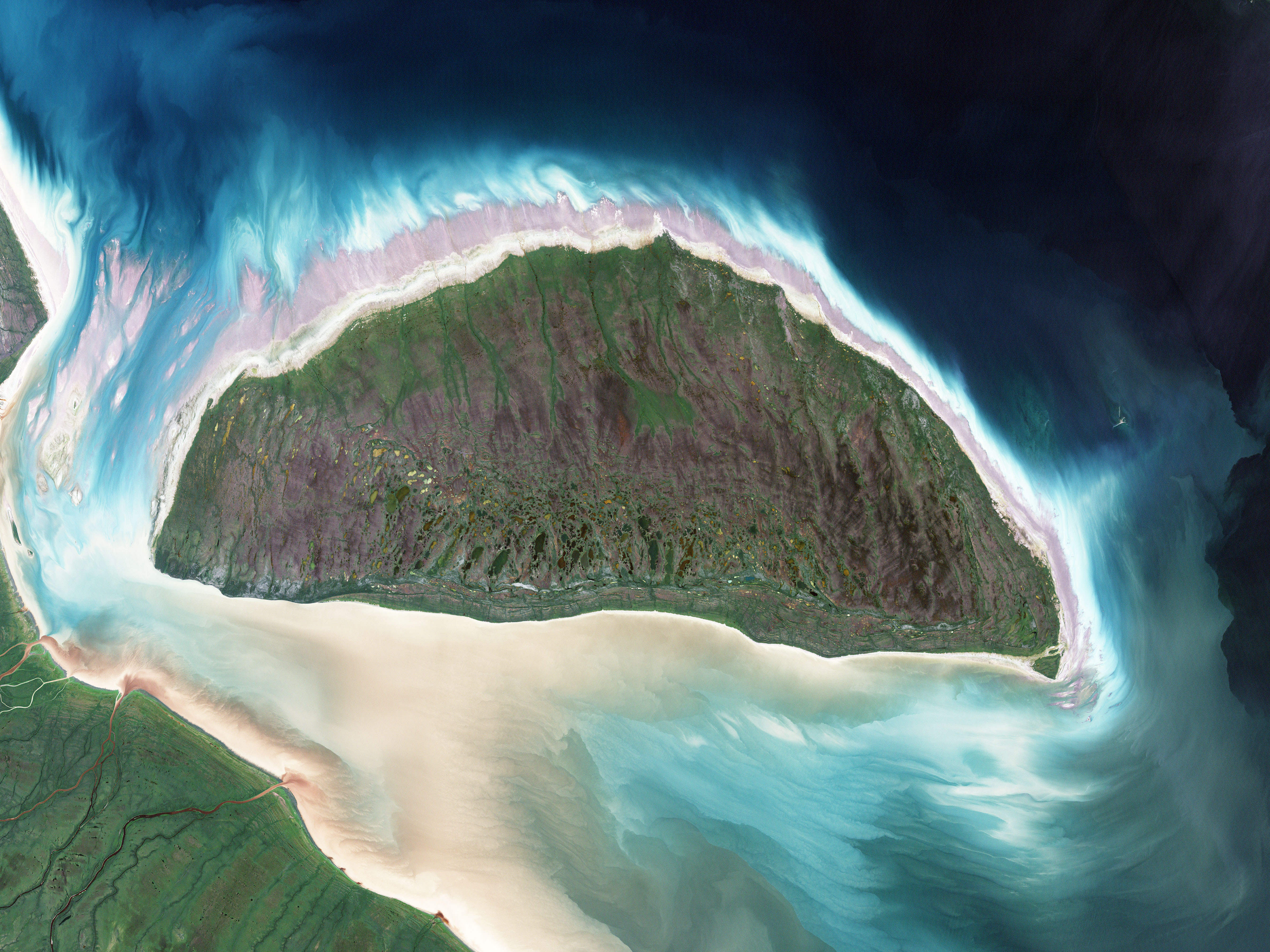
Спутниковий знімок (landsat) острова

Острів знаходиться на крайньому півдні регіоні Кікіктаалук, у південно-східній частині території Нунавут, в західній частині затоки Джеймса (Гудзонова затока), за 19 км на схід ві канадського узбережжя (провінція Онтаріо). Протяжність острова з заходу — північного заходу на схід — південний схід близько 96 км, при максимальній ширині до 40 км. Острів має площу 3001 км² (29-ме місце в Канаді та 161-ше у світі), за іншими даними — 2960,2 км. Довжина берегової лінії 254,3 км Найбільша висота 34 м, за іншими даними — 46 м.
Острів Акіміски — безлюдний. Раніше на його території проживали індіанці, які продовжують використовувати його для проведення традиційних обрядів.
Поверхня острова рівнинна з невеликим збільшенням висоти на північ. Основна рослинність — лишайники, мохи та трави, а також карликові чорні ялини. Берегові мілини утворюють болота і вати. Потоки прісної води, що потрапляють в затоку Джеймса з південного заходу, забезпечують в достатній кількості кормом пташині колонії в околицях острова.
Акіміскі входить в групу островів, що включає також острів Гаскет, острови Галері, банку Альберт і острів Акіміскі Стрейт.
Острів Акіміскі є важливим канадським пташиним заповідником  № NU036 (53°10′12″ пн. ш. 81°19′48″ зх. д. / 53.17000° пн. ш. 81.33000° зх. д.). Його східна частина також є міграційним заповідником федерального значення для птахів, а більша частина берегової лінії — розташуванням ключових міграційних місць перелітних птахів.

## Клімат
- Середньорічна температура: 2,5 °C;
- Середньорічні опади: 
  - дощ: 450 мм;
  - сніг: 250 мм[3].

## Фауна
Прибережні води і мілини острова Акіміскі (і всього затоки Джеймс) відіграють важливу роль в житті багатьох видів перелітних птахів [5]. Серед них:
- чорна казарка;
- канадська казарка;
- гуска біла;
- веретенник плямистий;
- побережник довгопалий.

Затока Джеймса і Гудзонова затока глибоко вдаються у материк і, як наслідок, перелітні птахи з Арктики, збираються в цих місцях. Під час осінньої міграції спостерігається їх найбільше скупчення через одночасну присутність дорослих птахів і молодняку. Навесні птахи віддають перевагу залишатись в південних районах затоки Джеймса, поки північна частина не звільниться від льоду.